# Synagoge (Valencia de Alcántara)

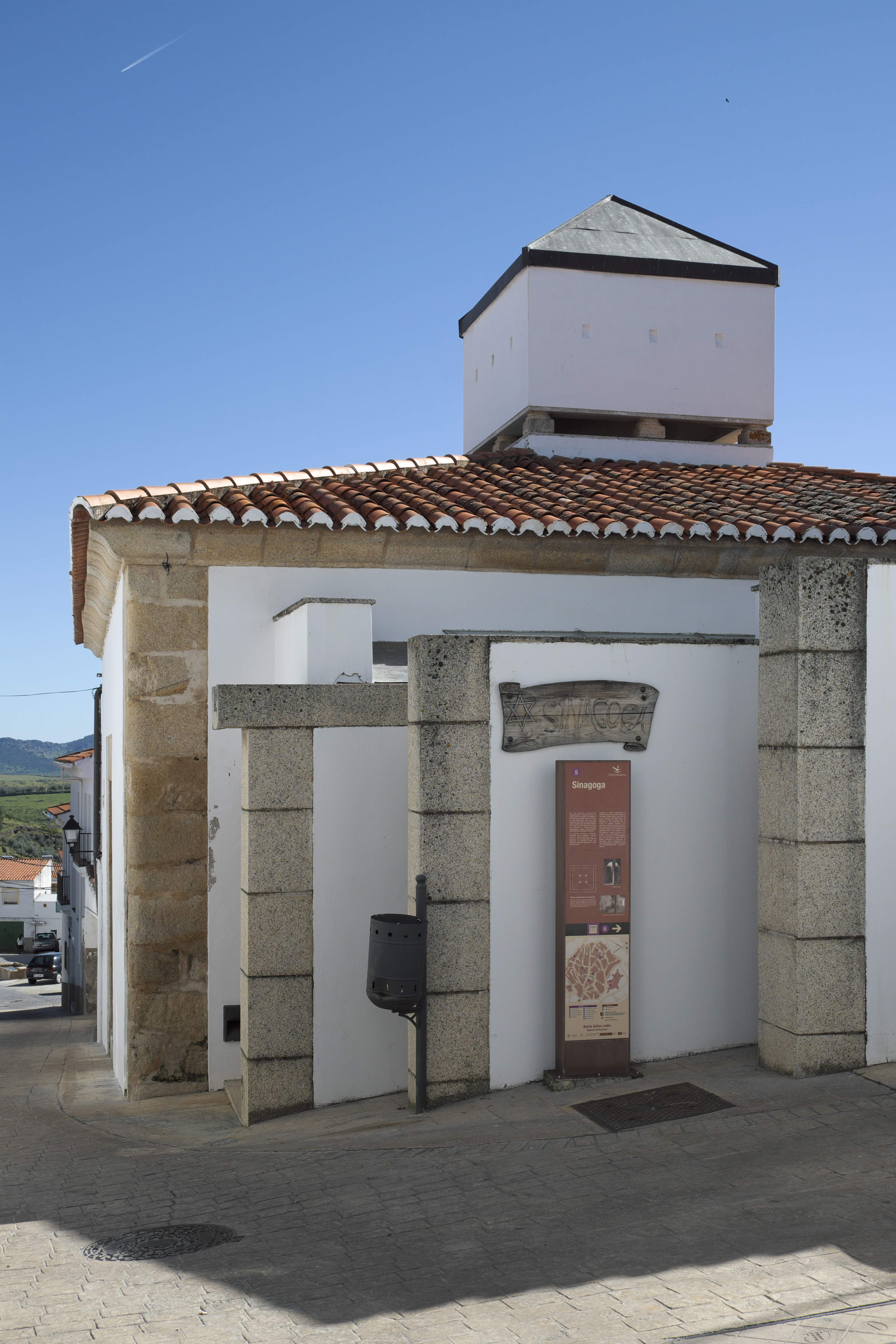
Synagoge

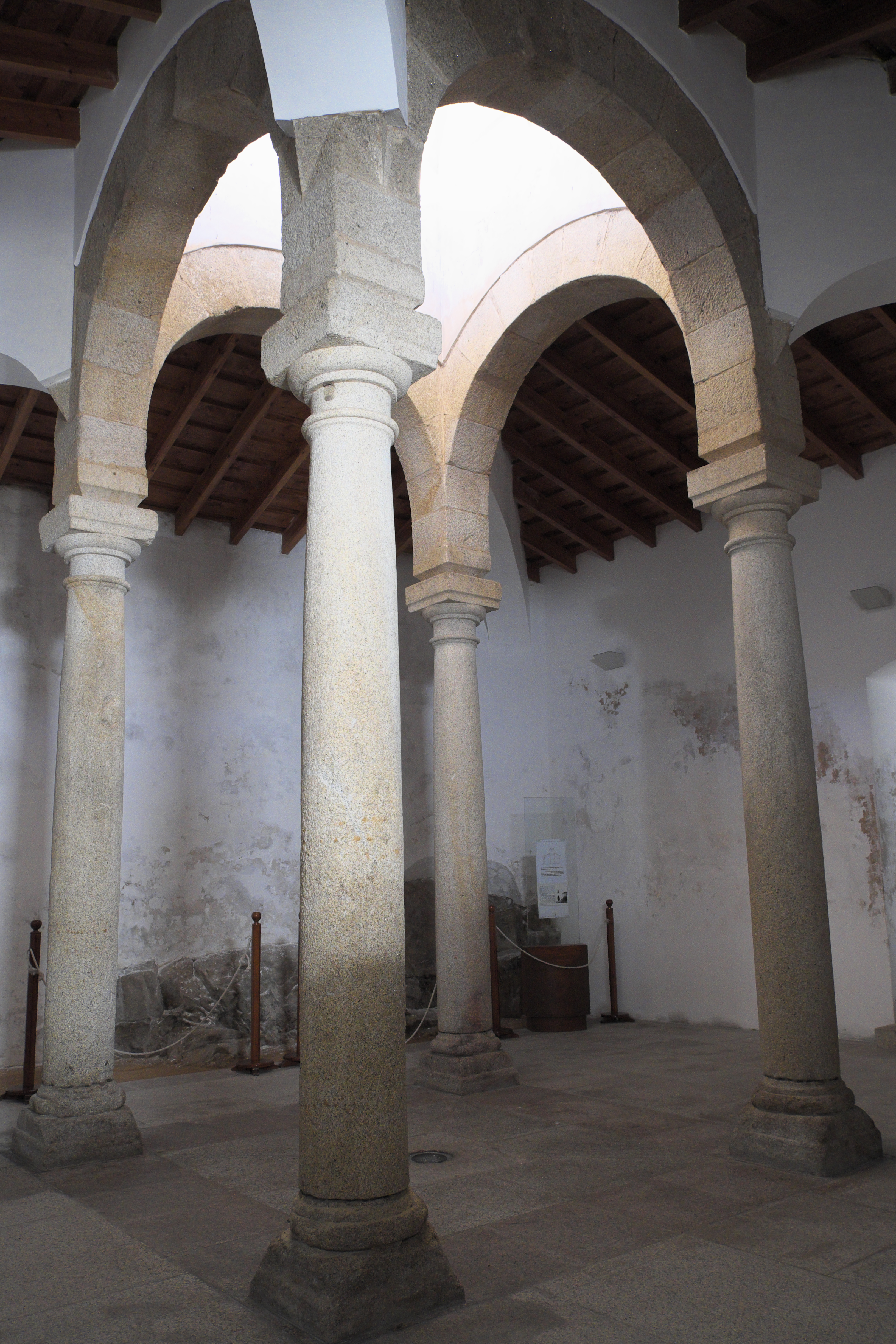
Innenraum

Die Synagoge in Valencia de Alcántara in der Provinz Cáceres der spanischen Autonomen Region Extremadura wurde vermutlich im 14. oder 15. Jahrhundert errichtet. Die profanierte Synagoge liegt an der Kreuzung der Straßen Calle Gasca und Calle Pocito, im Zentrum des Barrio judío-gótico, der Judería von Valencia de Alcántara. Der Name der Straße Calle Pocito erinnert an einen Brunnen, der die   Mikwe, die zu jeder Synagoge gehörte, mit dem für die rituellen Waschungen nötigen Wasser versorgt haben könnte. 

## Geschichte
Nach der Vertreibung der Juden aus Spanien im Jahr 1492 wurde die Synagoge profaniert und als Schlachthof genutzt, worauf die Inschrift MATADERO am Wölbstein einer Tür hinweist. 

## Architektur
Das Gebäude entspricht in seiner Bauweise den Synagogen der sephardischen Juden und weist große Ähnlichkeiten mit der Synagoge in der portugiesischen Stadt Tomar auf. Die Synagoge ist über quadratischem Grundriss errichtet, die vier Granitsäulen in der Mitte sind durch Rundbögen miteinander verbunden und tragen die hölzerne Decke. Die vier Säulen könnten zur Abgrenzung der Bima gedient haben. Die glatten Säulenschäfte werden von Ringen und schmucklosen Kapitellen mit flachen Kämpferaufsätzen bekrönt. 
An der Ostseite ist noch der unbehauene felsige Untergrund sichtbar. Möglicherweise sollte damit an die Tradition mancher Synagogen angeknüpft werden, die – im Gedenken an die Zerstörung des Tempels Salomons – einen Teil der Wand unverputzt ließen.
Die beiden ursprünglichen Portale an der Nordseite sind heute vermauert.

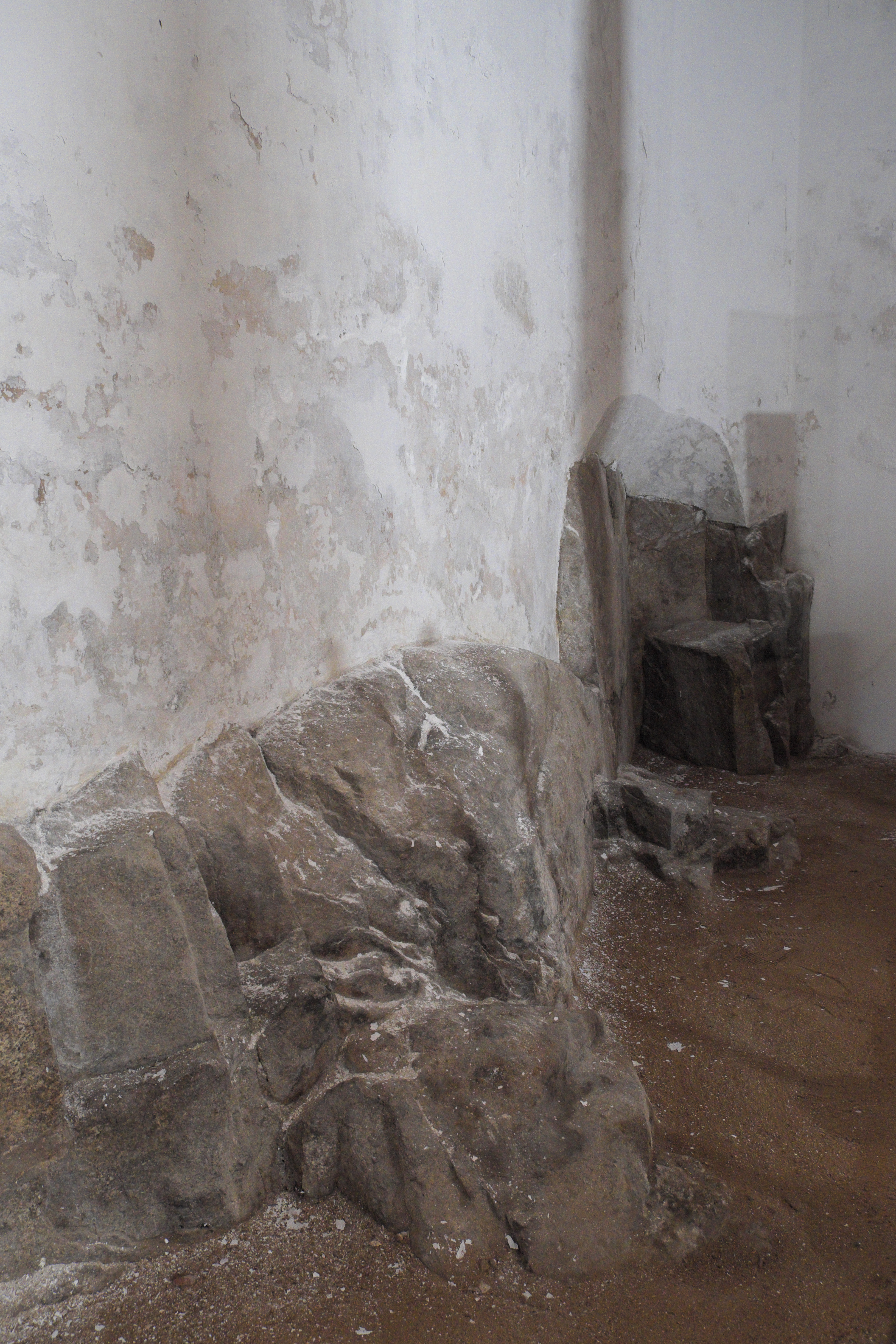
Freiliegender Fels
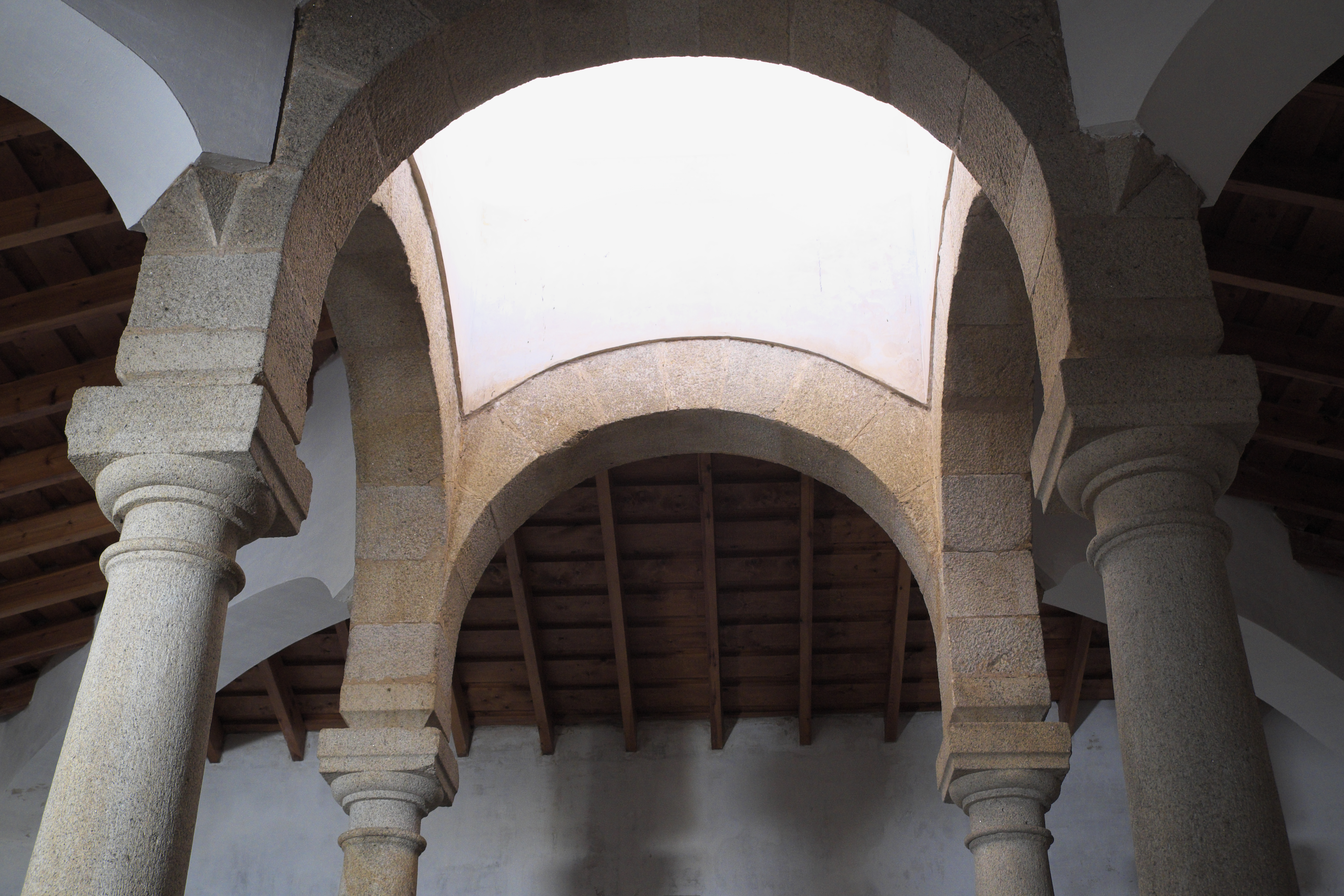
Säulen
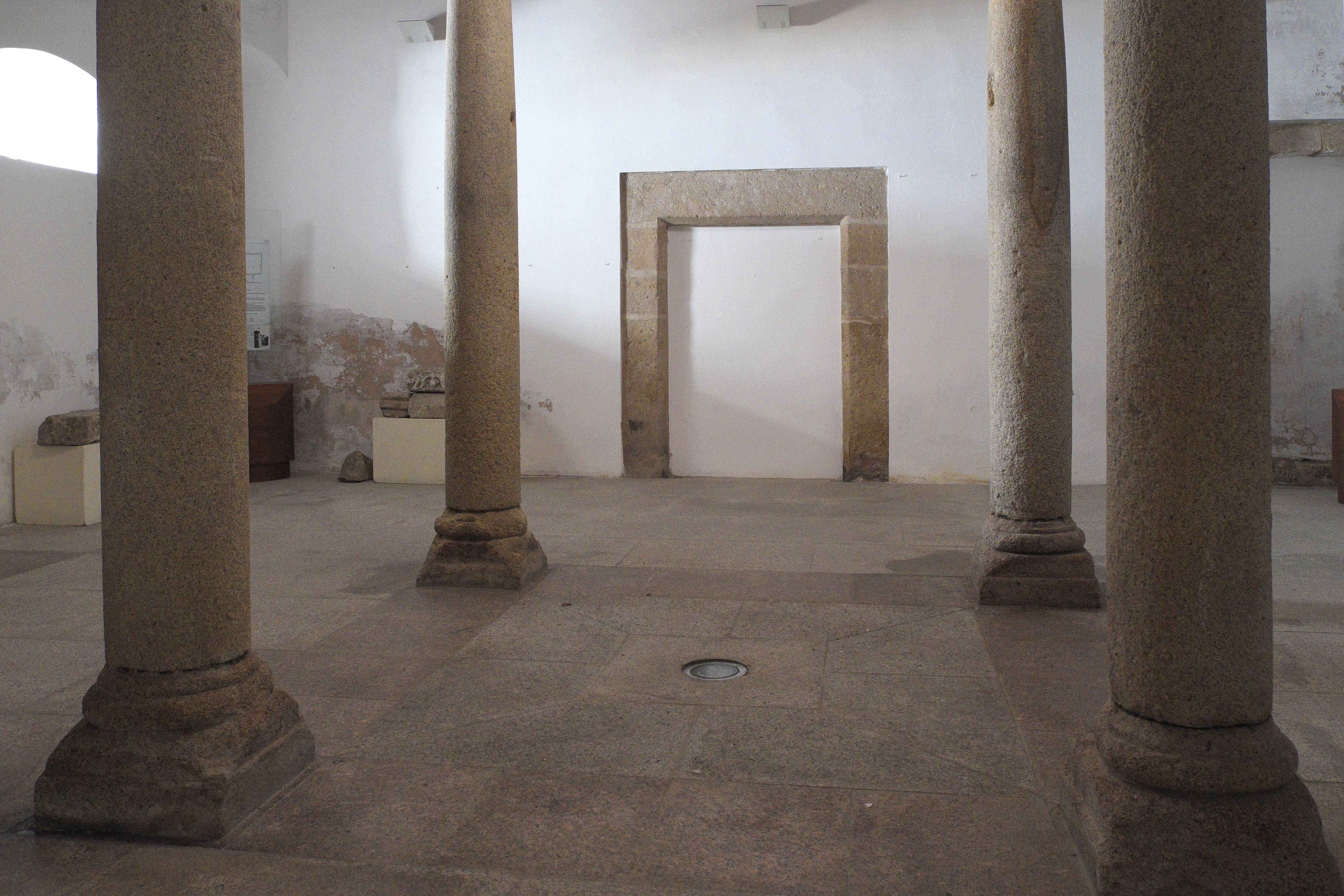
Innenraum